# Trest smrti v Gabonu
Trest smrti v Gabonu byl za všechny zločiny oficiálně zrušen v roce 2010. Poslední poprava byla v Gabonu vykonána v roce 1985. Dne 2. dubna 2014 přistoupil Gabon k Druhému opčnímu protokolu Mezinárodního paktu o občanských a politických právech.

## Poslední poprava
Jako poslední byl v Gabonu popraven za úsvitu 11. srpna 1985 Alexandre Mandja Ngokouta. Ngokouta byl kapitánem gabonského letectva, který se připojil k sociopolitické náboženské skupině spojené s Nebeskou církví Kristovou, která byla spojena s nepokoji vyvolanými nedávnou ekonomickou krizí. Ngokouta se pokusil provést státní převrat s cílem sesadit gabonského prezidenta Omara Bongu. Jeho pokus o převrat byl zmařen francouzskou tajnou službou. Ngokouta byl zatčen a odsouzen vojenským soudem za pokus o svržení vlády. Verdikt byl vynesen začátkem srpna 1985. O několik dní později byl zastřelen popravčí četou v Libreville. Dva z jeho údajných kompliců byli odsouzeni k doživotnímu trestu odnětí svobody a těžkým pracím. Další komplic byl odsouzen k pěti letům vězení a dva byli zproštěni viny. Celkově tak bylo z účasti na pokusu o převrat obviněno šest vojáků. Ngokoutova poprava byla jedinou popravou ze trestný čin vlastizrady během Bongovy vlády.

## Zrušení trestu smrti
Od poslední popravy v roce 1985 platilo v Gabonu moratorium na trest smrti. Dne 13. září 2007 Rada ministrů Gabonu odhlasovala zákaz trestu smrti. Toto její rozhodnutí bylo kladně přijato od vysoké komisařky Úřadu Vysokého komisaře OSN pro lidská práva Louise Arbourové. Zároveň vyzvala Gabon, aby zvážil možnost přistoupit k Druhému opčnímu protokolu Mezinárodního paktu o občanských a politických právech, který své signatáře zavazuje k úplnému zrušení trestu smrti na jejich území. Zároveň byl Gabon v roce 2007 zemí, která předložila rezoluci OSN na moratorium na trest smrti.
Dne 15. února 2010 vláda prezidenta Aliho Bonga Ondimby předložila parlamentu návrh na zrušení trestu smrti. Tak došlo k jeho úplnému zákazu, ale jeho zrušení bylo oficiálně oznámeno až 14. února 2011. Gabon se tak stal 96. zemí světa, která zcela zrušila trest smrti. Toto rozhodnutí se opět setkalo s příznivým ohlasem u řady hnutí za lidská práva. Například předsedkyně Mezinárodní federace pro lidská práva Souhayr Belhassen viděla ve zrušení trestu smrti v Gabonu příležitost i pro další země, jako Mali nebo Benin, aby se vydaly stejným směrem.
Trest smrti byl nahrazen trestem odnětí svobody na doživotí. Podle gabonských zákonů musí osoby odsouzené za zločiny, které dříve podléhaly trestu smrti, strávit ve vězení minimálně 30 let než mohou být propuštěni či podmínečně propuštěni. S trestem smrti byly zrušeny i nucené práce, které byly do té doby uvedeny ve vojenském zákoníku.